# 神帽
薩滿神帽(赫哲族)為生活在中國東北，松花江流域的赫哲族，其傳統信仰薩滿教中，薩滿身上裝扮的行頭之一。大致可分為初級薩滿神帽、高級薩滿神帽、女薩滿神帽、刨木花薩滿神帽。

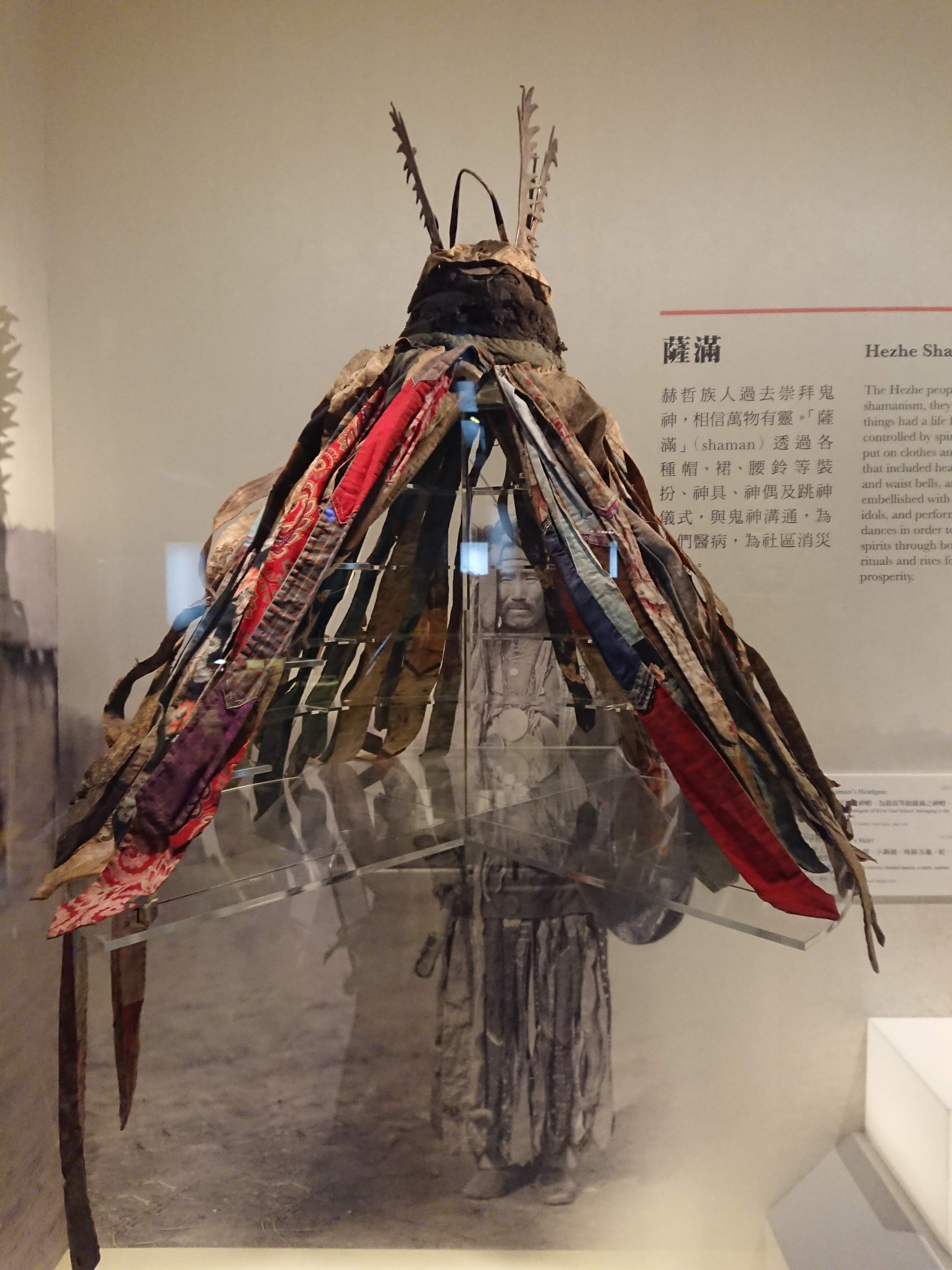
江神派十五叉鹿角神帽

## 組成
神帽由帽帶、帽頭、帽角三個部分所組成。帽帶早期是由熊皮製成，後期多改為彩色拚布條；帽頭多用鐵片圍成環狀，上面以鹿皮裹著；帽角部分由鐵以敲打方式製成鹿角形狀，鹿角的叉數多寡代表薩滿位階的高低。

## 初級薩滿神帽
鐵製的帽頭上有一尊小鐵神，帽頭之下有琉璃串珠及流蘇，數量不定，可多至十串。

## 高級薩滿神帽
帽帶前短後長，前面長度約露出眼睛，後面長度大約60公分。中間有一條特長的脫帽帶，長度大約至腳後跟，尾端系有鈴鐺，數量可多可少，其功能為薩滿脫下帽子的時候，旁邊輔助的人抓住脫帽帶，不讓神帽落至地面。帽頭正前方有一直徑約為4公分的小鐵鏡，是為護頭鏡。帽角上的鹿角狀叉數多寡象徵地位高低，有3、5、7、9、12、15叉之分；另外又以帽角的數量分成三個派系，河神派為左右各一支，獨(角)龍派左右各兩支，江神派左右各三支。

## 女薩滿神帽
此種神帽與初級薩滿神帽差不多，唯多了荷花瓣做裝飾，並有些許飄帶。另有文獻指出女薩滿神帽具有蛇或青蛙等生物的神偶做為裝飾，但被視為是高級薩滿神帽的濫觴。

## 刨木花薩滿神帽
在沒有神帽的情況之下，可將乾樹枝條削成一條條刨花，在頭上紮起來製成簡易神帽。頭冠四周有用刨木花編成的小辮子，頭冠的後部有一條用刨木花編成的‘尾巴’，垂在背上，長可及腰。在頭冠上還綴有木制的熊、虎、鳥、蛇等神偶。